# Funicolare di Stoos
La funicolare di Stoos (in tedesco: Stoosbahn) è una funicolare situata nel villaggio di Stoos, nel Canton Svitto, in Svizzera.

## Impianto
L'impianto collega il comprensorio di Hintere Schlattli (nei comuni di Muotathal, Morschach e Svitto) con la frazione di Stoos, in cui è situato l'omonimo comprensorio sciistico, sopra Morschach.
Il nuovo impianto è stato inaugurato il 15 dicembre 2017 e sostituisce la vecchia funicolare Svitto-Stoos aperta dal 1933. Le vetture hanno un'insolita forma a barile e durante la salita ruotano per mantenere sempre orizzontale il pavimento su cui poggiano i passeggeri. La costruzione della funicolare è durata cinque anni ed è costata 52 milioni di franchi svizzeri.
La linea è lunga 1,7 km e supera un dislivello di 744 metri in circa quattro minuti. Con una pendenza massima del 110% è la funicolare più ripida d'Europa, battendo il precedente record della Gelmerbahn. Alcune fonti la considerano anche come la più ripida del mondo, ma la Katoomba Scenic Railway in Australia è ancora più ripida, con un gradiente del 122%.